# Membranipora inornata
Membranipora inornata is een mosdiertjessoort uit de familie van de Membraniporidae. De wetenschappelijke naam van de soort is voor het eerst geldig gepubliceerd in 1881 door Hincks.